# Várzea (Barcelos)
Várzea ist eine Gemeinde (Freguesia) im nordportugiesischen Kreis Barcelos.

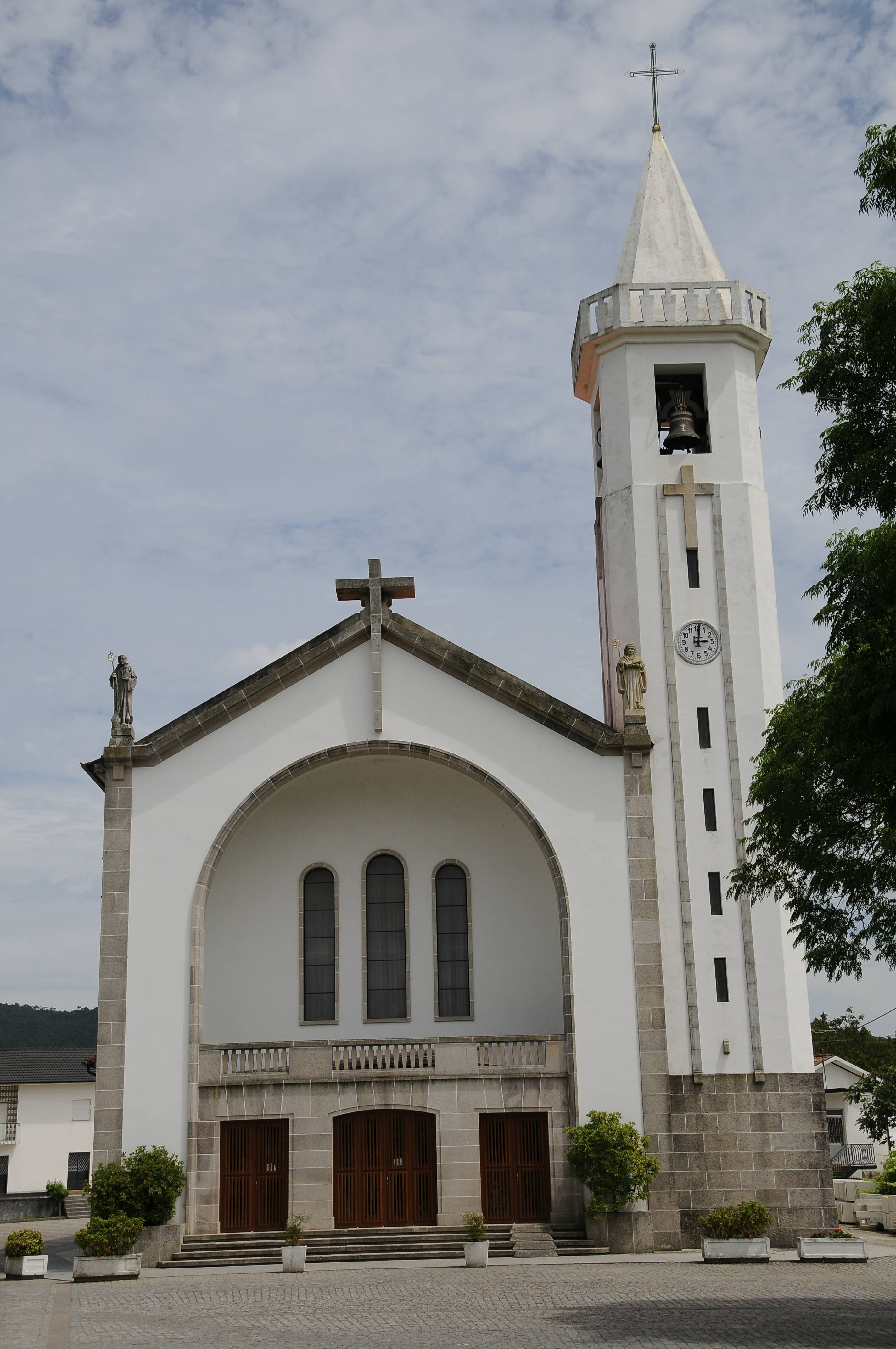
Kirche von Várzea

 In ihr leben 1934 Einwohner (Stand 19. April 2021).